# ARO (New York City)
Pour les articles homonymes, voir ARO.
Le ARO est un gratte-ciel résidentiel en construction à New York aux États-Unis. Il s'élèvera à 225 mètres. Son achèvement est prévu pour 2018.